# Abdoulaye Bathily
Abdoulaye Bathily (Tuabou, 1947) è un politico senegalese.
È stato segretario generale della Lega Democratica/Movimento per il Partito del Lavoro dal 1984 al 2013, ministro dell'ambiente e della protezione della natura dal 1993 al 1998 e ministro dell'energia e dell'idraulica dal 2000 al 2001.
Candidatosi alle elezioni presidenziali del 1993, in occasione delle quali ha ottenuto il 2,4% dei voti, si è ripresentato alle presidenziali del 2007, quando ha conseguito il 2,2%.
Più volte deputato, nel 2001 ha assunto la carica di vicepresidente dell'Assemblea nazionale, mantenendola fino al 2006.
Ha ricoperto vari incarichi per conto delle Nazioni Unite.